# Алиев, Тофик Мамедович
Тофик Мамедович Алиев (азерб. Tofiq Məmməd oğlu Əliyev; 1928 —1993 ) — советский и азербайджанский учёный, специалист в области информационно-измерительной техники.
Член КПСС в 1953—1991 гг. Доктор технических наук с 1967 (кандидат — с 1954). Профессор (1969).

## Биография
Окончил Азербайджанский индустриальный институт (1951) и до 1959 г. работал там же.
С 1959 г. зам. директора института «Нефтехимавтомат».
Академик АН АзССР и НАНА.

## Награды и премии
Лауреат Государственной премии СССР 1969 г. за участие в создании и широком внедрении систем и комплекса средств для автоматизации нефтяных промыслов Азербайджана.

## Из библиографии
- Автоматический контроль и диагностика скважинных штанговых насосных установок [Текст] / Т. М. Алиев, А. А. Тер-Хачатуров. — Москва : Недра, 1988. — 231, [1] с. : ил. ; 21 см. — Библиогр.: с. 229—230 (34 назв.). — 2950 экз.. — ISBN 5-247-00042-0
- Вероятностные измерительно-вычислительные устройства / Т. М. Алиев, Г. С. Тер-Исраелов, А. А. Тер-Хачатуров. — М. : Энергоатомиздат, 1983. — 168 с. : ил.
- Измерительные информационные системы в нефтяной промышленности / Т. М. Алиев, А. М. Мелик-Шахназаров, А. А. Тер-Хачатуров. — М. : Недра, 1981. — 351 с. : ил.;
- Измерительная техника : учебное пособие для технических вузов / Т. М. Алиев, А. А. Тер-Хачатуров. — Москва : Высшая школа, 1991. — 384 с. : ил. — ISBN 5-06-000736-7
- Итерационные методы повышения точности измерений [Текст] : научное издание / Т. М. Алиев, А. А. Тер-Хачатуров, А. М. Шекиханов. — М. : Энергоатомиздат, 1986. — 168 с.
- Автокомпенсационные измерительные устройства переменного тока [Текст] / Т. М. Алиев, А. М. Мелик-Шахназаров, И. Л. Шайн. — Москва : Энергия, 1977. — 360 с. : ил.; 20 см